# Cerro Polapi
Cerro Polapi är ett berg i Chile.   Det ligger i provinsen Provincia de El Loa och regionen Región de Antofagasta, i den norra delen av landet, 1 300 km norr om huvudstaden Santiago de Chile. Toppen på Cerro Polapi är 5 945 meter över havet, eller 1 166 meter över den omgivande terrängen. Bredden vid basen är 13,3 km.
Terrängen runt Cerro Polapi är varierad. Trakten runt Cerro Polapi är nära nog obefolkad, med mindre än två invånare per kvadratkilometer.. Det finns inga samhällen i närheten. 
Trakten runt Cerro Polapi är ofruktbar med lite eller ingen växtlighet.